# Гимназия Косицына
Гимна́зия Каси́цына  — комплекс зданий в Черниговском переулке г. Москвы, городская усадьба XVIII века (впоследствии перестраивалась). Является объектом культурного наследия федерального значения.

Интересен парадный зал, где почти полностью сохранилось декоративное оформление. Торжественность залу придают четыре ионические колонны искусственного белого мрамора, на которые опираются хоры с ограждением из балясника. Зал невелик, но освещённый с трёх сторон двумя рядами окон, благодаря светло-желтому цвету искусственного мрамора в простенках и белой лепнине он кажется просторным и воздушным; правда, измельчённость поздней лепнины несколько изменила его прежде строго классический характер. От ампирного времени сохранились также двери.— «Памятники архитектуры Москвы». Замоскворечье. 1994 г.

## История
Первым известным хозяином владения был капитан лейб-гвардии Преображенского полка В. Т. Ржевский. При нём в 1710 году торцом к Большой Ордынке были выстроены каменные палаты, лежащие в основе усадебного дома, а позади них был разбит регулярный сад.
В 1758 году при И. Г. Журавлёве деревянные флигели заменяются каменными строениями, появляются внутренние лестницы и коридорные сени. В XVIII веке существовал так называемый «глухов переулок» — въезд к восточному торцу главного дома; при Журавлёве парадный въезд был заграждён хозяйственными постройками.
В конце XVIII века усадьба сильно пострадала от пожара. Купец Васильев — один из последующих обладателей усадьбы, практически полностью перестраивает сооружение: у главного дома появился третий этаж, был украшен ризалит фасада, освобождён въезд, который был оформлен новыми воротами, в южной части усадьбы разбит роскошный сад.
Последующие изменения усадьба претерпевает после Отечественной войны 1812 года. В 1830-х годах новыми владельцами усадьбы становятся купцы Грачёвы, при которых к главному дому была пристроена выходящая в сад терраса. С конца XIX века хозяева в усадьбе не жили.
В 1906 году северо-западный участок был продан домовладельцу А. А. Дурилину. При нём здание было отдано в аренду «Собственной Его Императорского Величества канцелярии по учреждениям императрицы Марии» под частную мужскую гимназию В. Д. Касицына. Перестройка усадьбы шла под руководством архитектора В. В. Шервуда. Комнаты, где в дальнейшем были размещены классы, увеличились в размерах, значительно уменьшилась лестничная часть, создана пристройка.
После Октябрьской революции в здании бывшей гимназии располагались школа второй ступени, медицинское училище и детский сад.
В главном доме бывшей усадьбы был расположен Международный фонд славянской письменности и культуры, образованный в 1989 году. В 1993 году во флигеле усадьбы был основан музей Игоря Талькова. В 2019 фонд и музей съехали из усадьбы.